# The Whirlpool (film fra 1918)
The Whirlpool er en amerikansk stumfilm fra 1918 af Alan Crosland.

## Medvirkende
- Alice Brady - Isabele Corbyn
- Holmes Herbert - Judge Reverton
- J.H. Gilmour - Ferris
- William B. Davidson - Arthur Hallam
- Robert Walker - Richard Brettner
- Warren Cook - Warren
- W.E. Williams - Comyns
- Louise Lee - Danzart
- Virginia Lee
- Mabel Guilford
- Wallace Clarke
- H. Van Beusen
- Joseph Burke